# St. Simon und Judas Thaddäus (Etteln)

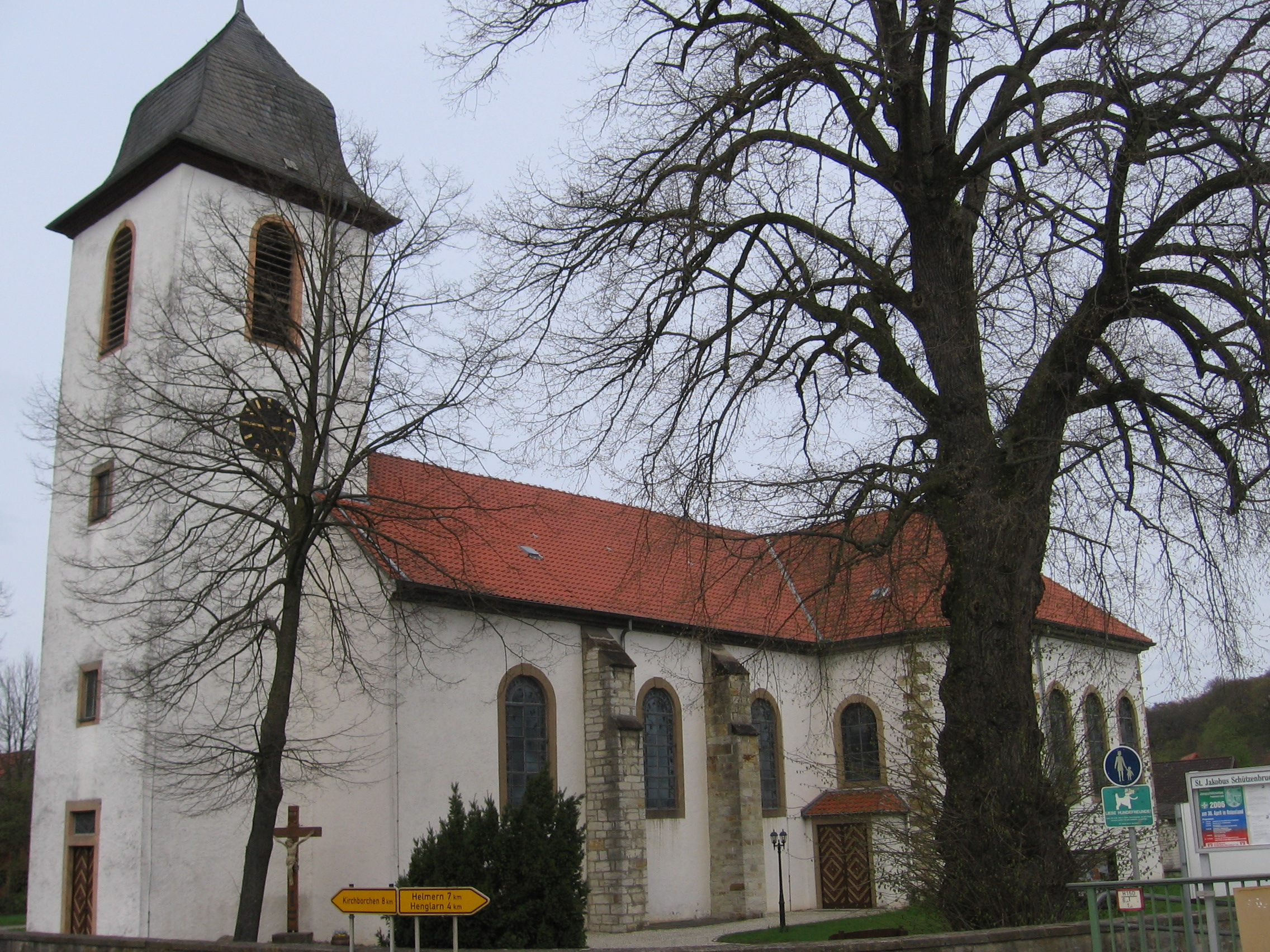
St. Simon und Juda

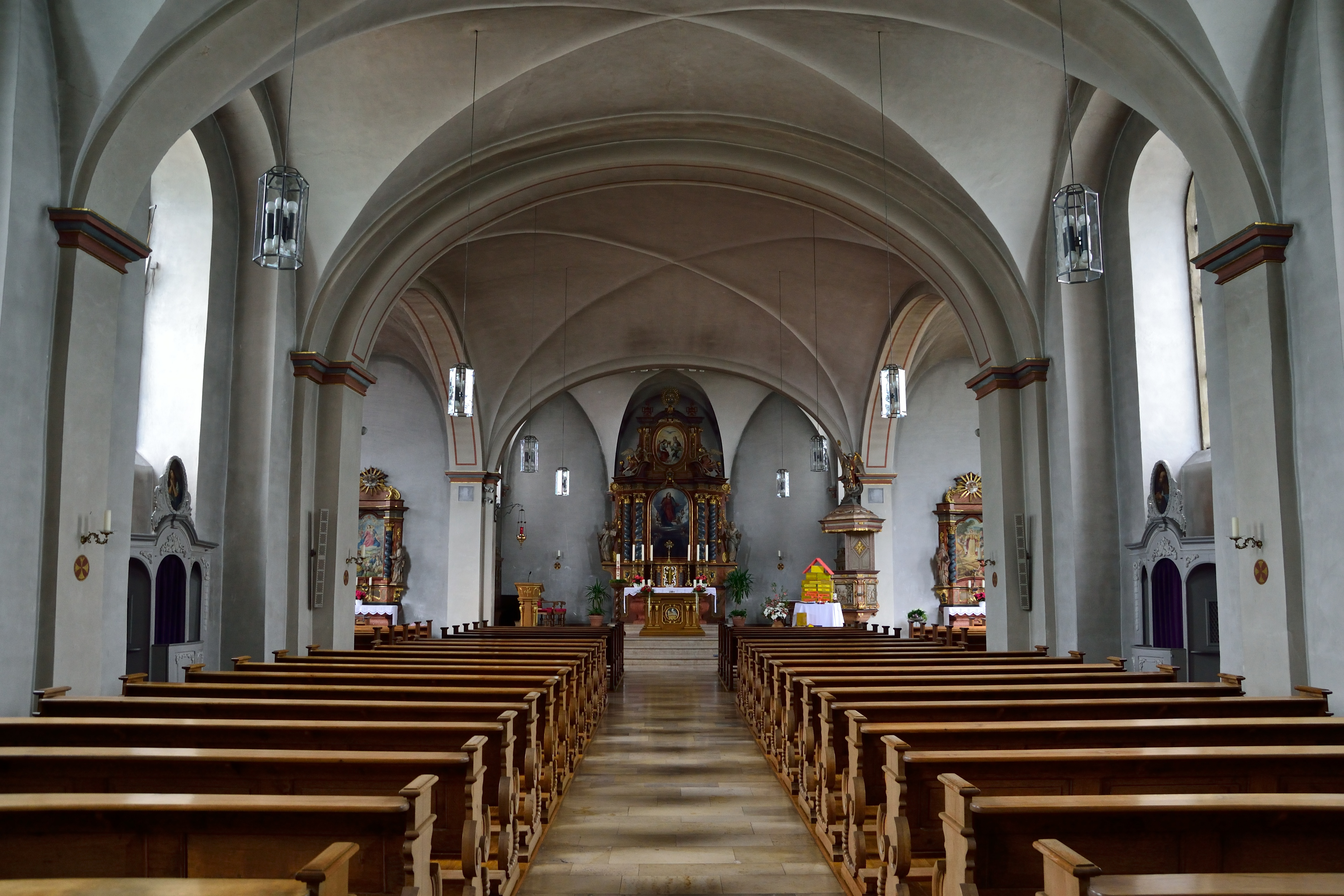
Innenraum mit Altar

Die katholische Pfarrkirche St. Simon und Judas Thaddäus ist ein denkmalgeschütztes Kirchengebäude in Etteln, einem Ortsteil der Gemeinde Borchen im Kreis Paderborn in Nordrhein-Westfalen.

## Geschichte
Der kreuzgewölbte, schlichte Saalbau wurde von 1748 bis 1749 im barocken Stil errichtet. Der quadratische Westturm stammt ebenfalls aus dieser Zeit. Das Querhaus und der Chor wurden 1953 angebaut.

## Ausstattung

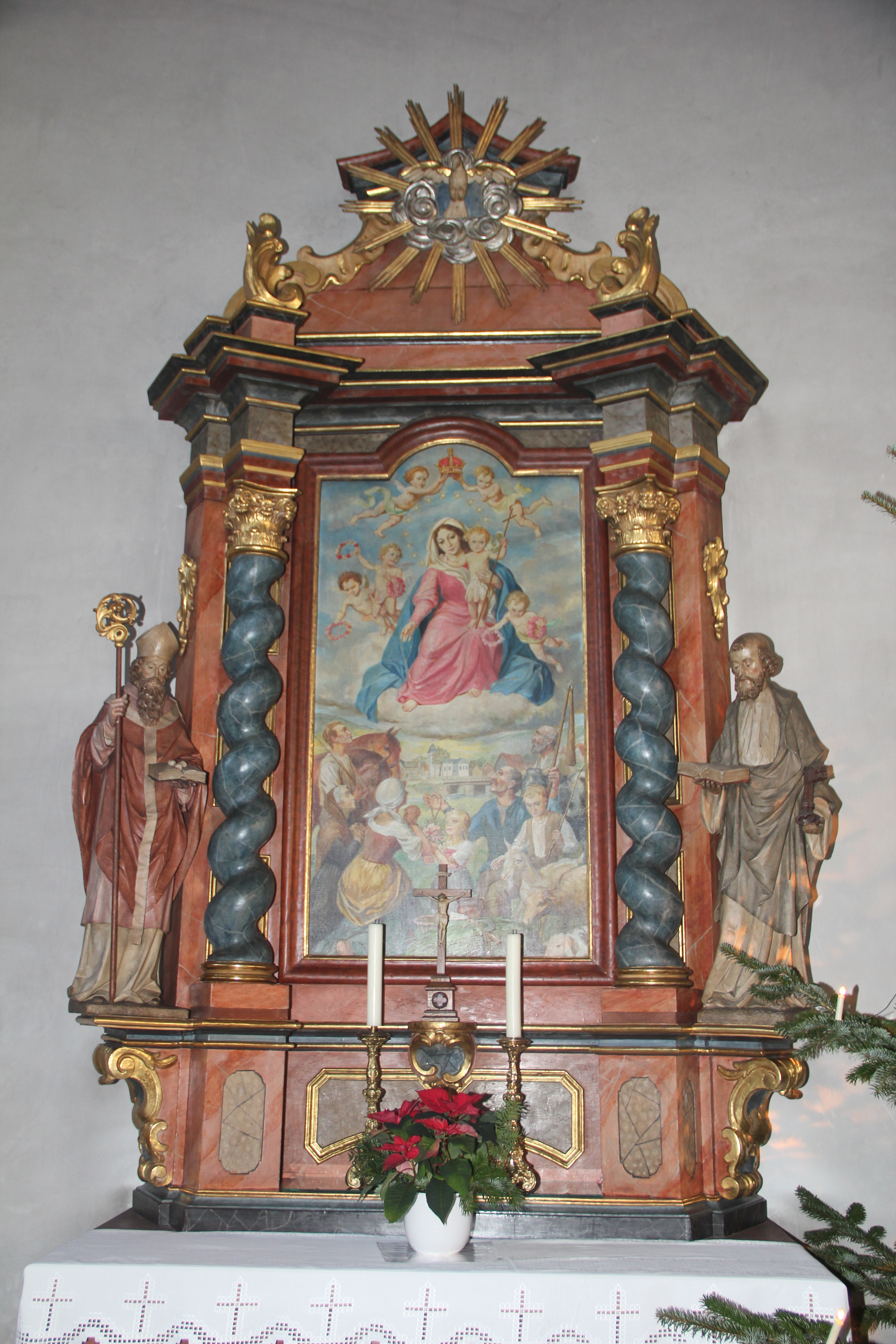
Nördlicher Seitenaltar in der Kirche St. Simon und Judas Thaddäus in Etteln

- Der Hochaltar aus dem ersten Viertel des 18. Jahrhunderts ist farbig gefasst und aus Eichenholz gefertigt. Er wurde von 1953 bis 1954 durch die Seitenteile mit Fruchtgehängen und den farbig gefassten Figuren aus Holz der Kirchenpatrone ergänzt.
- Der Tabernakel wurde 1902 und 1954 umgebaut
- Das Altargemälde mit den Motiven Himmelfahrt Mariens und Heilige Dreifaltigkeit (Marienkrönung) wurde von Franz Joseph Brand aus Paderborn gemalt.
- Der nördliche Seitenaltar ist ein Barockretabel aus der Zeit um 1749. Er ist aus Eichenholz und farbig gefasst, mit farbig gefassten Heiligenfiguren versehen. Dargestellt sind die Heiligen Petrus und Liborius aus dem letzten Drittel des 19. Jahrhunderts und ein Gemälde auf Leinwand mit der Rosenkranzmadonna von 1957. Das Altarkreuz mit farbig gefasstem Holzkorpus stammt aus der Mitte des 18. Jahrhunderts.
- Der südliche Seitenaltar, ein Barockretabel aus der Erbauungszeit des Kirchengebäudes, besteht aus farbig gefasstem Eichenholz. Die Holzfiguren der Hl. Katharina und des Hl. Josef stammen von 1902, das Altarbild auf Leinwand mit der Szene der Kreuzauffindung von 1957.
- Die beiden neubarocken Brüstungsreliefs der farbig gefassten Kanzel aus Holz ohne Fuß stellen den predigenden Jesus dar. Auf dem Schalldeckel befindet sich eine farbig gefasste Holzfigur des Erzengels Michael.
- Das zweiteilige Chorgestühl aus Holz ohne farbige Fassung stammt aus der Erbauungszeit der Kirche. Die Ornamentik und die Aufsätze aus Weichholz sind neubarock und stammen aus dem ersten Viertel des 20. Jahrhunderts, sie sind weiß gefasst.
- Die Kommunionbank aus Holz ist mit Reliefmedaillons versehen, deren Füllungen weiß gefasst sind. Sie vermittelt Stilelemente des Neobarock und der Neorenaissance zwischen 1904 und 1924. Die Bank wurde 1954 verlängert und an die Rundung der Chorstufen angepasst. Der Unterbau mit der Kniebank wurde entfernt.
- Die beiden Beichtstühle aus Holz sind weiß gefasst. Auf den Aufsätzen sind Gemälde des Hl. Petrus und der Hl. Magdalena aus der Erbauungszeit der Kirche zu sehen.
- Die aus ungefasstem Eichenholz mit beschnitzten Wangen gearbeiteten Kirchenbänke stammen aus der Erbauungszeit des Gebäudes. Die Lehnenneigung wurde 1985 verändert, Ornamente der Wangen wurden nach Fotos dazu geschnitzt.
- Der Taufstein mit hölzernem, farbig gefasstem Deckel stammt aus der zweiten Hälfte des 17. Jahrhunderts.
- Das Vesperbild von 1677 stammt aus der Kluskapelle.
- Ein aus der ersten Hälfte des 17. Jahrhunderts farbig gefasstes Eisengitter mit zwei bemalten Feldern stellt die Verkündigung und Christus als Gärtner dar.
- Die sechs aus der Erbauungszeit stammenden Holzstützen unter der Orgelempore sind weiß gefasst,
- Eine aus der ersten Hälfte des 18. Jahrhunderts stammende Pietà aus Holz mit einer Höhe von 77 Zentimetern ist weiß gefasst.
- Eine Kreuzigungsgruppe im Viernageltypus wird flankiert von der heiligen Maria und Johannes dem Täufer aus Holz. Die Figuren sind farbig gefasst.[1]